# Csillagászat

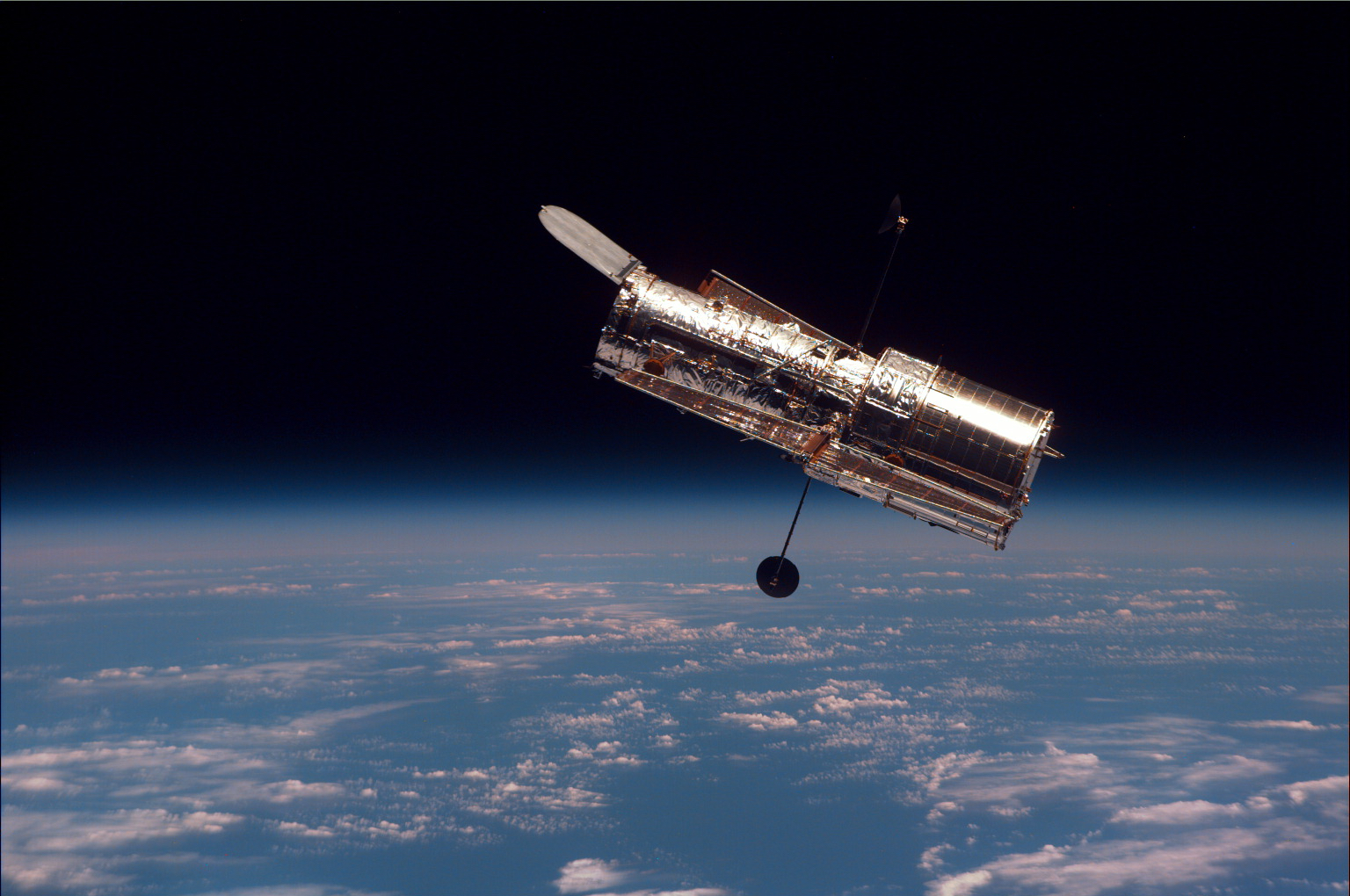
A Hubble űrtávcső

A csillagászat vagy latinosan asztronómia (ógörögül: αστρονομία, latinul: astronomia) az emberiség egyik legrégebbi tudományága. A Földön kívüli jelenségek megfigyelésével és magyarázatával foglalkozó természettudomány. Az asztrofizika a csillagászat (és a fizika) azon része, amely a fizikát alkalmazza a csillagászati megfigyelések magyarázatában. Napjainkban a csillagászat szinte minden témaköre komoly fizikai ismeretanyagot feltételez, ezért a csillagászat és az asztrofizika tudománya már-már összefonódik. Szinte meg sem lehet különböztetni, hogy hol kezdődik az egyik és hol ér véget a másik.
A csillagászat egyike azon kevés tudományoknak, ahol az amatőrök (a tudománnyal nem hivatásszerűen, hanem műkedvelő módon foglalkozók) még mindig aktív szerepet játszanak, különösen a rövid ideig tartó jelenségekhez kapcsolódó felfedezések és megfigyelések terén.
Az asztronómiát nem szabad összekeverni az asztrológiával, ami megpróbál az emberek sorsával kapcsolatos megállapításokat tenni az égitestek jellemzőinek megfigyelésével. Bár az asztrológiának és az asztronómiának közös történeti gyökere van, módszerüket tekintve mégis nagyon eltérőek. Míg az asztronómia a ma elfogadott természettudományos megközelítést alkalmazza, az asztrológia egyfajta kulturális hagyomány talaján áll, és nem tekinthető az akadémikus tudományok részének.

## Etimológia
Az asztronómia szó az ógörögből magyarosodott helyesírású fogalom, jelentése: a „csillagok törvénye”, vagy a „csillagok kultúrája”, esetleg egyszerűen „az égitestek csoportja” (illetve annak vizsgálata). Az ógörög αστρονομία (asztronomia) szóból származik, amely az άστρον (asztron) és νόμος (nomosz) szavak összetétele. Az asztron jelentése „csillag, csillagkép”, illetve elvont értelemben vett „égitest”. A nomosz viszont sok jelentésű szó. Általában valamilyen definiálható csoportot, társulást, elhatárolható földrajzi vagy politikai fogalmat takar. Így jelenthet kultúrát, közigazgatási körzetet, vagy akár törvényt is.

### Az asztrofizika és az asztronómia használata
Az asztrofizika a csillagászat (és a fizika) azon része, amely a fizikát alkalmazza a csillagászati megfigyelések magyarázatában. Manapság a csillagászat szinte minden témaköre komoly fizikai ismeretanyagot feltételez, ezért a csillagászat és az asztrofizika tudománya összefonódik. A szótári definíció szerint az asztronómia a Föld légkörén kívüli tárgyak és anyagok fizikai és kémiai tulajdonságainak tanulmánya, míg az asztrofizika az égi objektumok és jelenségek fizikai tulajdonságainak és viselkedésének megfigyelése, illetve ezek modellezése. Frank Shu: The Physical Universe című művének bevezetőjében az asztronómiát a kvalitatív kutatások leírására használja, míg az asztrofizikát a fizikához köthető tudományok leírására. Mivel a legtöbb csillagászati kutatás a fizikával kapcsolatos témákkal is foglalkozik, ezért ma már az asztrofizikát gyakran a csillagászat szinonimájaként használják, sőt néhány csillagász képzett fizikus. A csillagászat európai vezető tudományos folyóirata az Astronomy and Astrophysics.

## Története

### Ókor

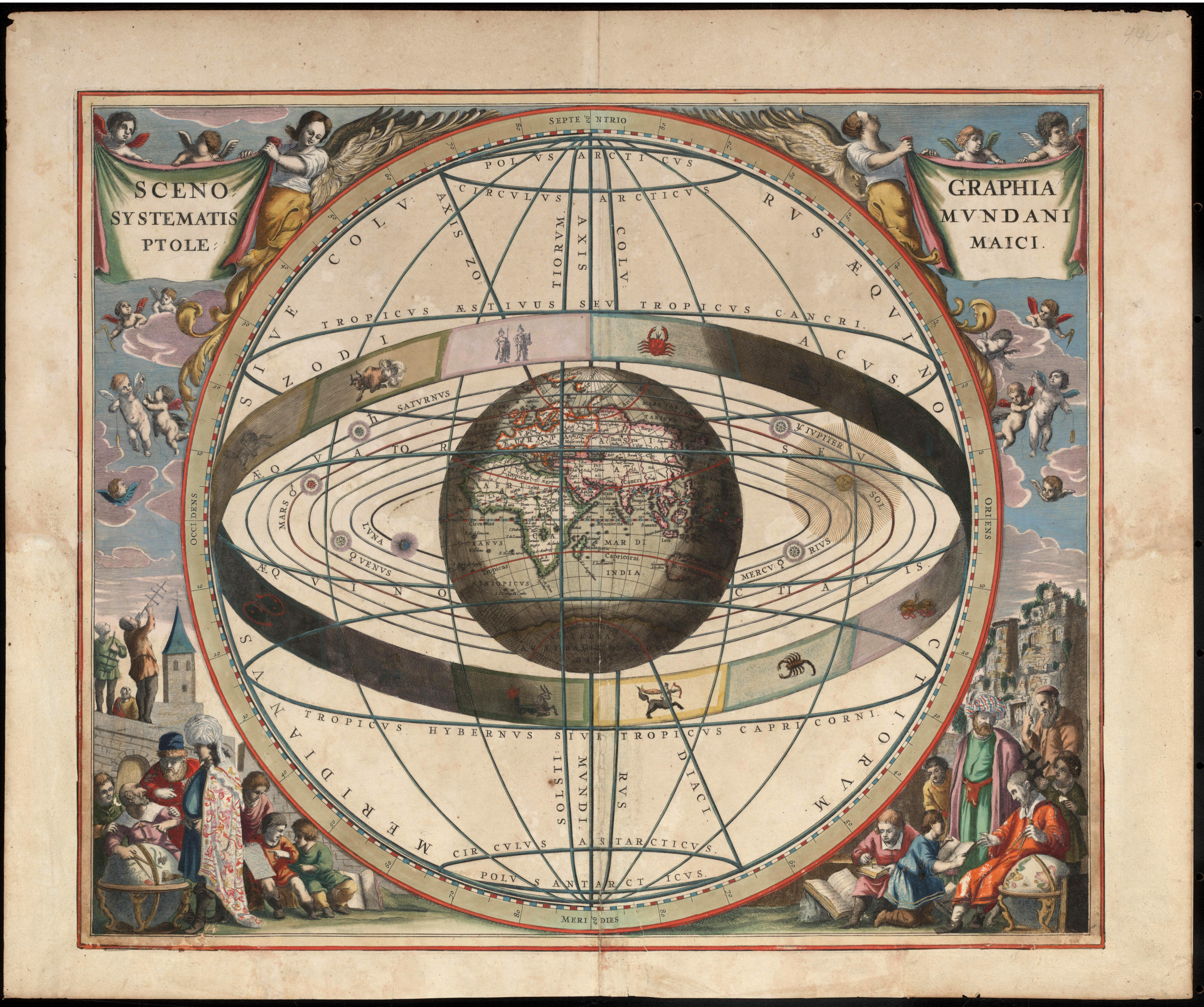
A ptolemaioszi rendszer Andreas Cellarius Harmonia Macrocosmica című művében (1660 körül)

Eleinte a csillagászat csak a szemmel látható égitestek megfigyelésére és mozgásuk előrejelzésére korlátozódott. Egyes helyeken, mint a Stonehenge, a korai kultúrák hatalmas objektumokat készítettek, amelyek egy részét valószínűleg csillagászati célra alkalmazták. Amellett, hogy ezeket az objektumokat vallási célokra használták, meg tudták határozni az évszakok hosszát, így naptárt is készíthettek. A csillagászat segítette az emberiség fejlődését a kereskedelemben, a hajózásnál és a gazdaságban.
Az ókori görögök számos újítást vezettek be a csillagászatba, többek között a Hipparkhosz által bevezetett magnitúdórendszert a csillagok fényességének jellemzésére, valamint a bolygók mozgásának viszonylag pontos leírását epiciklusok segítségével. Már az i. e. 4. században a Pontoszi Hérakleidész felvetette, hogy az égitestek látszólagos forgása a gömb alakú Föld tengely körüli forgása miatt van, továbbá hogy a Merkúr és a Vénusz a Nap körül keringenek, de a Nap és a többi bolygó a Föld körül (részleges heliocentrikus világkép). Utóda, a Szamoszi Arisztarkhosz már Kopernikusz előtt 1800 évvel hirdette, hogy a Föld és a többi bolygó is a Nap körül keringenek (heliocentrikus világkép). E tan akkoriban ismert volt (a kortárs Arkhimédész említi), de később feledésbe merült. Az i. sz. 2. században Klaudiosz Ptolemaiosz arra következtetett, hogy a Föld a világegyetem középpontja, és hogy a Nap, a Hold és a csillagok forognak körülötte. Ezt nevezik geocentrikus világképnek.
Az első ismert csillagászati berendezést, az antiküthérai szerkezetet is a görögök találták fel. A mechanizmust i. e. 150–80 között készítették, és a bolygók mozgását mutatta. A szerkezetre 1902. május 17-én bukkantak a tenger mélyén keresgélő szivacshalászok, 40 méter mélységben, a Küthéra és Kréta között fekvő Antiküthéra sziget mellett, egy az i. e. 1. században elsüllyedt római hajóroncsban. A készülék maradványait 1902-ben Valeriosz Sztaisz régész szerezte meg az athéni Nemzeti Régészeti Múzeum számára.
A Bibliában számos utalás található a Föld és a világegyetem elhelyezkedésére, illetve szerkezetére, a csillagok és a bolygók természetére. A bemutatott ismeretek a korabeli, elsősorban mezopotámiai, másodsorban egyiptomi és görög világképekkel rokon kozmogóniát tükröznek. A bibliai világképet azonban nem szabad a mai leíró tudomány szempontjából megítélnünk; legfőbb üzenete nem tudományos, hanem teológiai: az anyagi világ nem Isten, hanem tisztán matéria – ez a teológiai felismerés a mezopotámiai, egyiptomi és görög csillagistenek burjánzásának korában rendkívüli jelentőségű, és ezáltal nyílt meg az út a tudomány számára is (amely így elválhatott a teológiától).
A távcső felfedezése előtt is számos csillagászati felfedezés történt. A kínaiak már i. e. 1000 körül tudták, hogy a Föld tengelydőlése okozza az évszakok változását. A kháldok tudták, hogy a holdfogyatkozás ciklikus, amelyet szároszciklusnak neveztek el. Hipparkhosz az i. e. 2. században megbecsülte a Hold–Föld távolságot.
Mezopotámiában nem csak a holdfogyatkozás ciklikusságát tudták, hanem a napfogyatkozásét is. Így képesek voltak meghatározni hét mozgó égitestet: a Napot, a Holdat, a Merkúrt, a Vénuszt, a Marsot, a Jupitert és a Szaturnuszt. Ezeket – a Nap és a Hold, mint láthatóan kiterjedéssel rendelkező égitestek kivételével – vándor vagy bolyongó csillagoknak nevezték a mozgásuk miatt, így keletkezett a „bolygó” név.
Az egyiptomiak is fejlett csillagászati ismeretekkel rendelkeztek. Tudták például, hogy a Szíriusz csillag heliákus kelése egybeesett a Nílus áradásával. Ezért csillagászati megfigyelésekkel (a Szíriusz Nappal való együtt kelése megfigyelésével), előre tudták jelezni a Nílus folyó áradását.

### Közép- és újkor

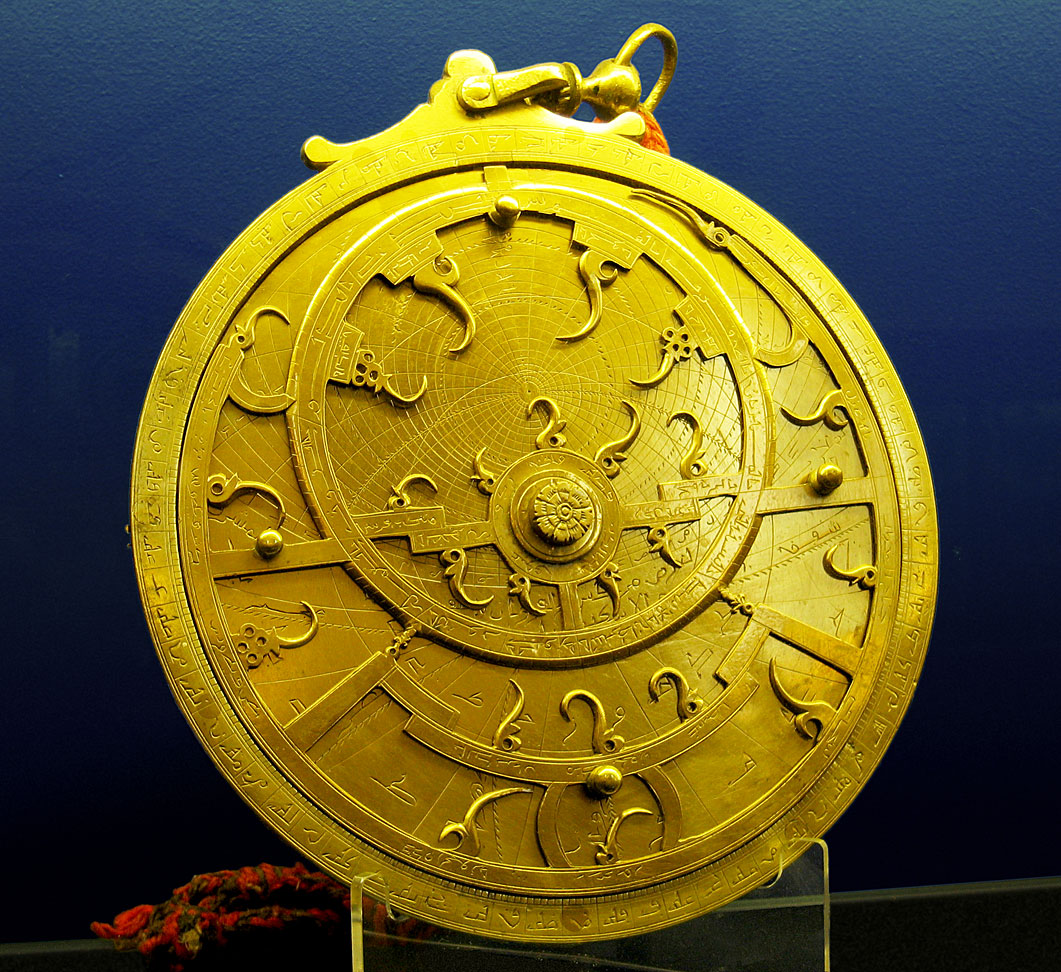
18. századi perzsa asztrolábium

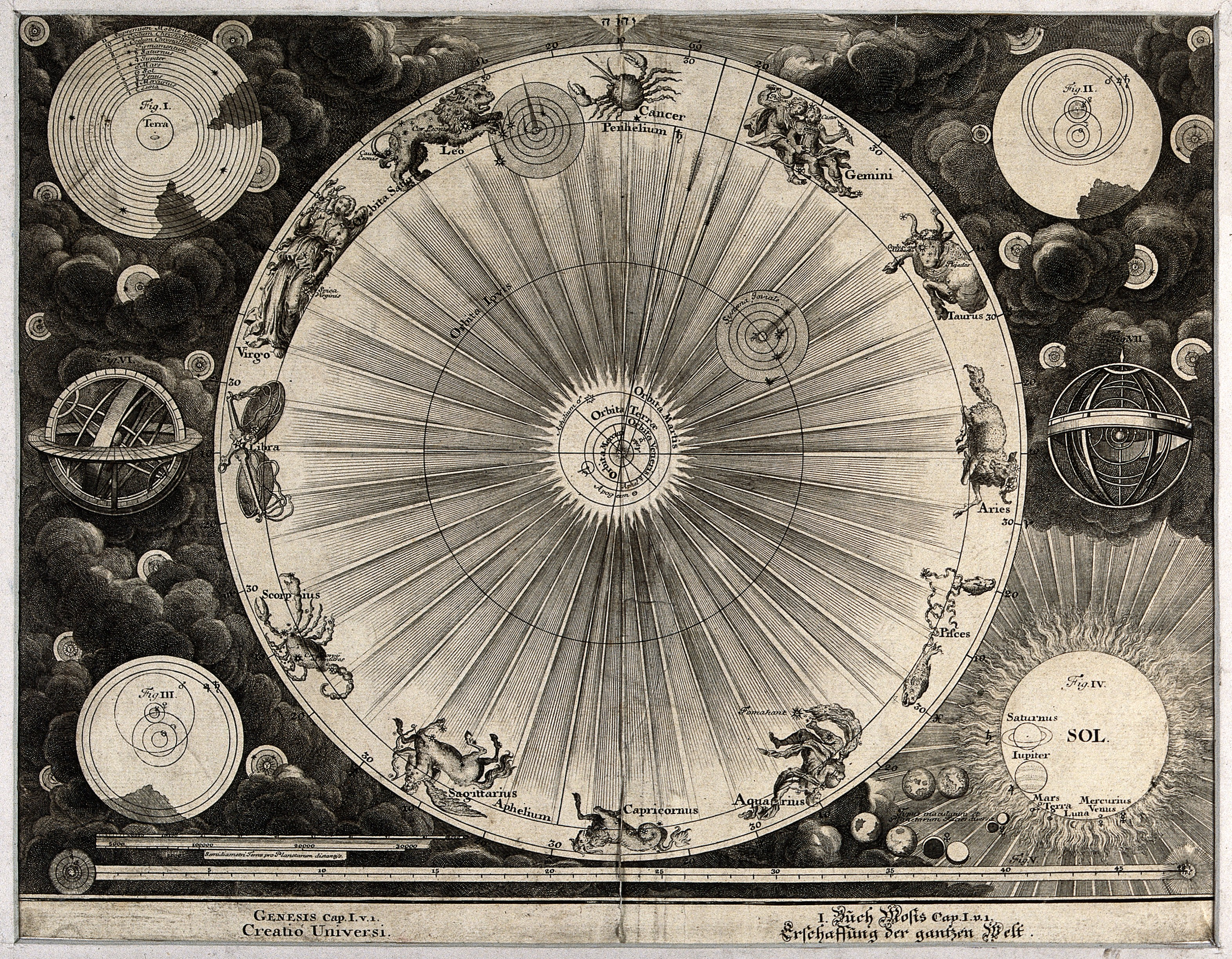
Kopernikusz csillagászati vízióját részletező kozmológiai rendszer, Ptolemaiosz és Tycho Brahe rendszerének vázlatával körülvéve (1732)

A (kora-) középkori Európában, a népvándorlás zavaros századaiban, a megfigyelő csillagászat nem igazán volt fejlett. A kontinensen az egyház által elfogadott geocentrikus világnézet terjedt el.
Ekkoriban a bagdadi csillagvizsgáló volt a legfejlettebb, az iszlám világ egyéb területein (kairói csillagvizsgáló, córdobai, sevillai oktatási központ, szamarkandi obszervatórium) működtek jelentős csillagászati központok. Az első obszervatóriumok a 9. században létesültek a muzulmán világban. Ebben a században fordították le arabra Ptolemaiosz: Megalé szintakszisz című munkáját, amelynek címe al-Madzsiszti lett. Abu Maasar al-Balhi a Szaturnusz tömegvonzását, a csillagok együttállását tanulmányozta. Legnagyobb műve a De magnis coniunctionibus volt, amelyet 1489-ben adtak ki. Az Androméda-galaxist a perzsa csillagász, Abd ar-Rahmán asz-Szúfi, 964-ben megjelent munkájában már „kis köd”-ként írta le.
Ebben az időben India csillagvizsgálóiban már lényegében heliocentrikus számítási módokat alkalmaztak a bolygók helyzetének meghatározására (Árjabhata, Nílakantha). A keleti (India, Buhara) középkori csillagászat inkább a matematika numerikus módszereiben és a trigonometriában jeleskedett, míg Bagdadtól nyugatra a megfigyelési csillagászat volt erősebb. A bagdadi csillagvizsgáló után létesült Teheránban al-Hudzsandi perzsa csillagász nagy obszervatóriuma, jelentős meridiánműszerrel (kulmináció), amely lehetővé tette, hogy meghatározzák az ekliptika hajlásszögét az égi egyenlítőhöz. Szintén Perzsiában Omar Hajjám naptárreformot vezetett be, és új naptára pontosabb volt, mint a Julianus-naptár, és majdnem olyan pontos, mint a Gergely-naptár. 1079-ben ez lett a perzsa naptár, amely 1925-ig volt érvényben. A 9. század végén egy bagdadi csillagász, al-Fargáni kimerítően leírta az égitestek mozgását. Munkáját latinra is lefordították a 12. században.
A bagdadi csillagvizsgálót és ezzel az iszlám csillagászat legfontosabb központját a mongol betörés pusztította el. Ekkorra már jól ismertté váltak Európa első egyetemein és számos kolostorában a görögök (Platón, Arisztotelész, Plutarkhosz stb.) és az arabok, elsősorban al-Fargáni és Averroës (Ibn Rusd) csillagászati munkái. Az európai középkor saját eredményei a 12–13. századtól meghatározóak (Roger Bacon optikai munkái, Nicolaus Cusanus, Oresmus heliocentrikus kozmogóniája, Tycho Brahe megfigyelései).
A reneszánsz alatt Kopernikusz javasolta a Naprendszer heliocentrikus modelljét, az 1543-ban megjelent De Revolutionibus Orbium Coelestium (Az égi pályák körforgásáról) című művében. Munkáját Galileo Galilei és Johannes Kepler védelmébe vette, és számos tekintetben továbbfejlesztette. Galilei használta fel a távcsövet először komoly csillagászati megfigyelésekre. Kepler volt az első, aki a bolygók mozgásának leírására először ellipszispályát mert feltételezni (előtte körpályát feltételeztek).
Néhány kutató szerint Nagy-Zimbabwe is egy csillagászati obszervatórium volt. Korábban az európaiak úgy vélték, hogy a gyarmatosítás előtt nem volt semmilyen csillagászati eszköz Afrikában, de a modern tudósok ezt kétségbe vonják.
A bolygók mozgásainak törvényeit Johannes Kepler írta le Tycho Brahe megfigyelései nyomán. Később az angol Isaac Newton gravitációs törvénye (1687) adott elsőként konkrét magyarázatot arra, hogy a bolygók miért a Kepler által leírt módon mozognak. Newton fejlesztette ki a tükrös távcsövet is.
A távcső fejlődésével további felfedezések történtek. Lacaille a csillagokról, William Herschel a ködökről és klaszterekről készített átfogó katalógust. Herschel 1781-ben felfedezte az Uránuszt.
A 18. század végén, a 19. század elején az n-test probléma volt Leonhard Euler, Alexis Claude Clairaut és Jean le Rond d’Alembert kutatásainak középpontjában. Kutatásaikat tovább finomította Joseph Louis Lagrange és Pierre-Simon de Laplace, akik megbecsülték a holdak és bolygók tömegét a perturbációk alapján. Friedrich Bessel legfontosabb munkájában a 61 Cygni jelzésű csillag távolságát mérte meg 1838-ban.
Joseph von Fraunhofer 1814-ben találta föl a spektroszkópot. Használata során fedezte fel a Nap színképének 574 sötét vonalát, és ezzel megteremtette a színképelemzés alapjait. A színképelemzési vizsgálatok kezdetéig nem sokat tudtak a csillagokról, ezzel viszont lehetővé vált annak a kimutatása, hogy azok a Naphoz hasonló elemekből épülnek fel, csupán a hőmérsékletük, méretük és tömegük térhet el jelentősen. Bár Christiaan Huygens már feltételezte, hogy a Tejút egy olyan csillagrendszer, melyben a Nap is benne található, ennek igazolása csak a 20. században történt meg a külső galaxisok felfedezésével együtt, majd nem sokkal ezután észrevették a világegyetem tágulását is.

### A modern kori csillagászat

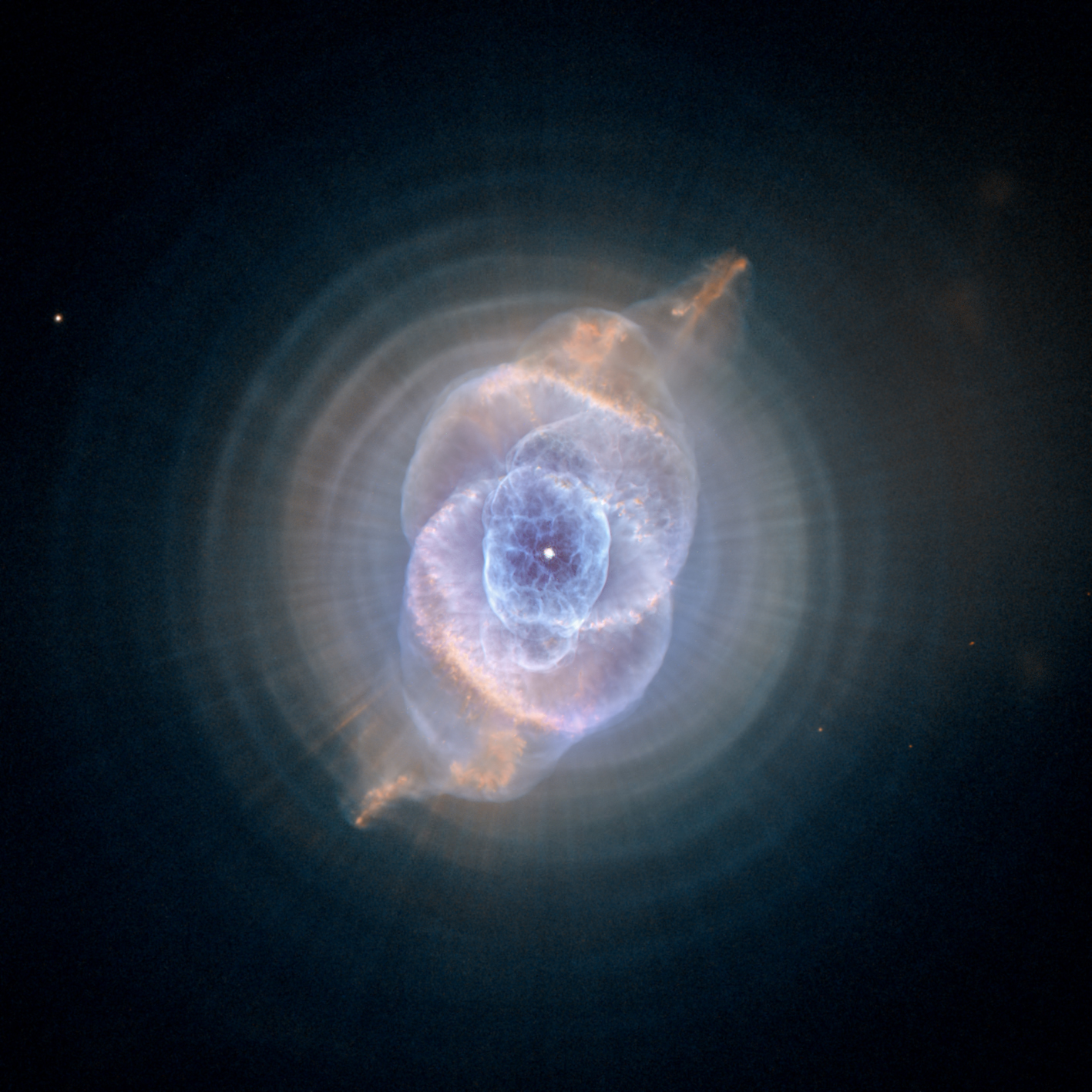
NGC 6543, a Macskaszem-köd, Hubble felvétel

A modern csillagászat számos különleges objektumot fedezett fel: kvazárok, pulzárok, blazárok, és rádiógalaxisok, és ezeket a megfigyeléseiket olyan elméletek kifejlesztésére fordították, melyek leírják az olyan különös objektumokat, mint a fekete lyukak és a neutroncsillagok.
A 20. század folyamán a kozmológia komoly fejlődésen esett át: az általános relativitáselmélet és a magfizika lehetővé tette, hogy kifejlesszék az ősrobbanás elméletét, ami szerint a világegyetem térfogata valaha nagyon kicsiny volt, és azóta tágul. Ezt több megfigyelés is alátámasztja, mint a kozmikus mikrohullámú háttérsugárzás, a Hubble-törvény és a kémiai elemek gyakorisági eloszlása.
A 20. század végén bocsátották fel az első űrtávcsövet, a Hubble-t. A Hubble űrtávcső 1990. május 18-án készítette az első képeket, amelyek azonban nem megfelelő minőségűek voltak, ezért 1993-ban javításokat kellett elvégezni rajta. A távcső felvételeket készített az Abell 2218 galaxishalmazról, csillagok haláláról, szupernóvákról. A Hubble utóda a James Webb űrtávcső lett, amely 2022 elején állt a Nap-Föld rendszer L2 Lagrange-pontja körüli pályára. Az új távcső 6,4 méter tükörfelületen gyűjti be a fényt, ami a Hubble háromszorosa, és sokkal messzebbre is lát elődjénél.

## Megfigyeléses csillagászat
A csillagászat az információit legtöbbször a látható fény és az egyéb elektromágneses sugárzás elemzéséből és megfigyeléséből nyeri. Az elektromágneses sugárzás egyes fajtái a Föld felszínéről is megfigyelhetők, mások csak nagy magasságokban vagy az űrben detektálhatók.

### Rádiócsillagászat

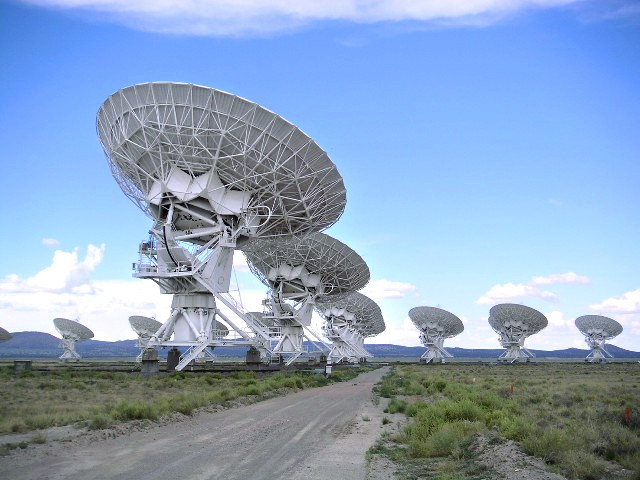
A Very Large Array rádióteleszkóp Új-Mexikóban

A rádiócsillagászat a körülbelül 1 milliméternél nagyobb hullámhosszú elektromágneses sugárzást tanulmányozza. Ez a megfigyeléses csillagászati terület abban különbözik a többi megfigyeléses csillagászati területtől, hogy azokban a rádióhullámokat hullámok helyett diszkrét fotonokként kezelik. A rádióhullámok fázisának és amplitúdójának mérése viszonylag könnyű, a rövidebb hullámhosszokon ezeket a méréseket nehezebb elvégezni.
Bár egyes rádióhullámokat a csillagászati objektumok termikus sugárzás formájában bocsátják ki, a legtöbb rádiósugárzás szinkrotronsugárzás formájában keletkezik. Legfontosabb az atomos hidrogén 21 centiméteres rádióvonala.
Többféle csillagászati objektum figyelhető meg rádióhullámhosszokon: szupernóva, csillagközi gáz, pulzár, aktív galaktikus magok.

### Optikai csillagászat
Az optikai csillagászat az optikai sugárzás tartományában végez megfigyeléseket.

#### Infravörös csillagászat
Az infravörös csillagászat az infravörös sugárzás (a vörös fény hullámhosszánál nagyobb) felderítésével és vizsgálatával foglalkozik. Amellett, hogy a hullámhossza közel áll a látható fényhez, a légkör elnyeli az infravörös sugárzást, sőt maga is zavaró infravörös sugárzást bocsát ki.
Következésképpen a megfigyelőeszközöket magas, száraz helyen vagy térben, esetleg az űrben kell elhelyezni. Az infravörös csillagászat különösen hasznos azoknak a galaktikus régióknak a megfigyelésére, amelyeket elhomályosít a csillagközi por és a molekulafelhők.
Néhány molekula erősen sugároz az infravörös tartományban. Ezt fel lehet használni pl. az üstökösökben lévő víz kimutatására.

#### A látható fény csillagászata

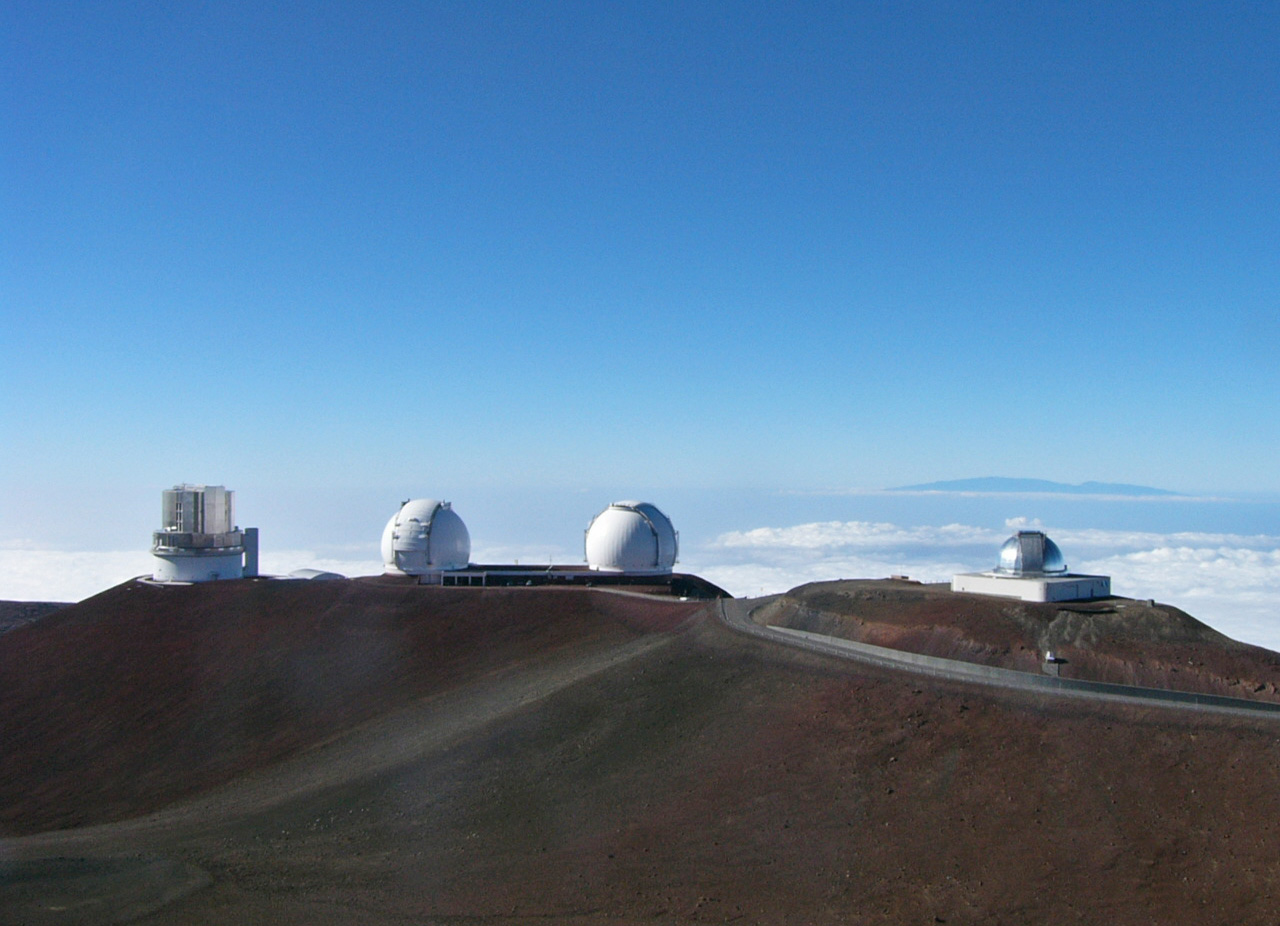
A Subaru távcső (balra), a Keck Obszervatórium (középen) és a NASA Infrared Telescope Facility (jobbra)

Történelmileg a látható fény csillagászata – régi szűkebb értelmében az optikai csillagászat – a legősibb formája a csillagászatnak, hiszen eszközként elég az emberi szemet segítségül hívni. Ez a csillagászati terület onnan kapta a nevét, hogy optikai távcsöveket használnak a megfigyelésekhez. Az égitestek képét eleinte csak rajzon tudták megörökíteni, majd a 19. században fokozatosan elterjedt a csillagászatban is a fényképezés. Manapság a képeket már digitális érzékelőkkel, főképpen CCD-vel készítik. Mivel az emberi szem a 390 és 750 nanométer hullámhosszak közé eső elektromágneses sugárzást érzékeli, a berendezések segítségével képesek a csillagászok az ultraibolya és az infravörös tartományok megfigyelésére is.

#### Ultraibolya csillagászat
Az ultraibolya csillagászat általában a 10 és 320 nanométer hullámhossz közötti tartományt vizsgálja. E hullámhosszakat elnyeli a Föld légköre, ezért a megfigyeléseket a légkör magas rétegeiben vagy az űrben kell végrehajtani. Az ultraibolya csillagászat a legjobban a forró kék csillagok spektrális és emissziós vonalait, illetve a hősugarakat képes tanulmányozni. Ez magában foglalja a kék csillagokat más galaxisokban, de így figyelhetők meg planetáris ködök, a szupernóva-maradványok és az aktív galaxismagok. Az ultraibolya fény azonban könnyen elnyelődik a csillagközi anyagban, így a méréseknél ezt is figyelembe kell venni.

### Röntgencsillagászat
A röntgencsillagászat a csillagászat azon ága, mely megfigyeléseit a röntgen hullámhossztartományba eső sugárzások vizsgálatával végzi. Ezek a sugárzások nem tudnak mélyen behatolni a légkörbe, ezért észlelésükhöz műholdakat, magaslati léggömböket és rakétákat használnak. Röntgentartományban megfigyelhető égitestek a kvazárok, a galaxisok, a galaxishalmazok, a neutroncsillagok és a fekete lyukak.

### Gamma-csillagászat
Kezdetben a tudósok úgy gondolták, hogy a világegyetemben nem lehet gamma-sugárzás, mert ahhoz rengeteg energia kellene. Később – az első gamma-sugárzásra érzékeny műhold felbocsátásakor – a sugárzás létezése bizonyítékot nyert.
A gamma-csillagászat a gammatartományba eső sugárzásokat tanulmányozza. A megfigyeléseket műholdak (pl. Compton űrtávcső) vagy speciális teleszkópok (pl. Cserenkov-teleszkóp) segítségével végzik.
Ha egy elektron gyorsabban mozog egy folyadékban vagy gázban, mint az adott közegben érvényes fénysebesség, akkor a környező anyagban Cserenkov-effektust kelt. A Cserenkov-sugárzás a haladási irány körül egy kúp palástja mentén figyelhető meg. A kúp nyílásszöge a közegtől és az elektron sebességétől függ. A sebesség növekedésével a nyílásszög csökken. Az észlelhető fotonok számát az elektron sebessége, a közeg törésmutatója és a közegben megtett út hossza határozza meg. A fenti elv alapján működő Cserenkov-számláló a fénykúp nyílásszögének meghatározásával lehetőséget ad a részecskék energiájának mérésére.
300 GeV fölött már a földi Cserenkov-teleszkópok is tudják észlelni a sugárzást. Amikor a gamma fotonok az atmoszférában elnyelődnek, másodlagos kozmikus sugárzást, vagyis nagy energiájú részecskezáport idéznek elő. A másodlagos sugárzás töltött részecskéinek a légkörben keltett Cserenkov-sugárzását lehet észlelni. Ez a Cserenkov-fény, amely a látható és az ultraibolya tartományba esik, egy kb. 1 fok nyílásszögű kúppalást mentén lejut a Föld felszínéig, és ott ez a rövid villanás nagy átmérőjű optikai távcsövekkel és érzékeny, nagyon gyors kamerákkal észlelhető. Hasonló jelenséget okoz a nagy energiájú kozmikus részecskesugárzás is, de a két jelenséget a fényfelvillanások jellegzetességei alapján meg lehet különböztetni.
A gamma-sugárzás legjelentősebb ismert forrásai az űrben az úgynevezett gamma-kitörések. A gamma-kitörések (rövidítve: GRB, az angol 'gamma-ray burst'-ből) látszólag véletlenszerű helyekről érkező gammafelvillanások, melyek 10–20 milliszekundumtól néhány percig tartanak, és gyakran követi őket utófénylés hosszabb hullámhosszokon (röntgen, ultraibolya, látható fény, infravörös és rádióhullám). A gamma-sugárzás forrásának csak 10%-a állandó. Ezek közé tartoznak a pulzárok, a neutroncsillagok és az aktív galaxismagok.

### Az elektromágneses spektrumon kívüli csillagászati megfigyelési területek
Az elektromágneses sugárzáson kívül több mód is van a világűr megfigyelésére a Földről.
A neutrínócsillagászat a világűrből érkező neutrínósugárzást tanulmányozza. A csillagászok speciális földalatti létesítmények (SAGE, SALLEX) segítségével derítik fel a neutrínókat, amelyek főképpen a Napból, kisebb részt szupernóvából érkeznek.
A kozmikus sugárzás a Földön kívülről származó nagy energiájú részecskékből áll. Előfordul benne elektron, proton, gamma-sugárzás és rengetegféle atommag. A nagyon eltérő részecskeenergiák a különböző eredet miatt vannak. A kozmikus sugárzás eredhet a Nap nagy energiájú folyamataiból, de jöhet a belátható világegyetem legtávolabbi zugából is.
A gravitációs sugárzás a gravitációs hullámok által továbbított energia. A gravitációs hullámokat keltő rendszerek fontos példái a kettőscsillagok, amelyek egyik tagja fehér törpe, neutroncsillag vagy fekete lyuk. A csillagászat új ágát fogja jelenteni a „gravitációshullám-csillagászat” elindulása.
Közvetlen vizsgálat során a földre érkező meteoritokat figyelik meg a csillagászok. Az űrutazások során pl. a Hold és a Mars felszínéről szereztek új ismereteket a tudósok. Az űrszondák (pl. a MER-A Spirit) a távoli csillagászati objektumokat vizsgálják.

### Asztrometria és égi mechanika
Az égi mechanika a csillagászat egyik legrégibb ága, amely az égitestek mozgásának dinamikai leírásával foglalkozik. A történelem során a Napnak, a Holdnak és a többi égitestnek fontos szerepe volt a navigációban. Az égi mechanika alapvetően a klasszikus mechanika eszközeivel dolgozik, pontosabb számításokhoz azonban figyelembe kell venni a relativisztikus hatásokat is. A modern időkben a Földközeli objektumok, mint az üstökösök, a meteoritok megfigyelése is e tárgykörhöz tartoznak.
Az asztrometria abban különbözik az égi mechanikától, hogy itt az égitestek helyzetének meghatározása a cél.

## Elméleti csillagászat
Az elméleti csillagászat az analitikus modellek és a számítógépes szimulációk eszközeinek széles tárházát használja. Mindegyik modellnek megvannak az előnyei és a hátrányai. Az analitikus modellek betekintést adnak a folyamatok mélyébe, a numerikus modellek a nem látható hatásokat és jelenségeket tárják fel.
Az elméleti csillagászat a felállított modellek alapján arra törekszik, hogy kitalálja, milyen mérési eredmények várhatók. Ez segít a megfigyelőnek abban, hogy megkeresse azokat az adatokat, amelyekkel megerősítheti vagy elvetheti a modellt, illetve segít a különböző modellek közül kiválasztani az ideálisat. Az új adatok alapján a tudósok új modelleket hoznak létre vagy módosítják a meglévőket. Abban az esetben, ha ellentmondást tapasztalnak, megpróbálnak néhány minimális módosítást végrehajtani a modellen, hogy illeszkedjen a kapott adatokhoz. Egyes esetekben a nagyszámú ellentmondásos adat a modell elvetéséhez vezethet.
Az elméleti csillagászat témaköréhez tartozik a sztellárdinamika, a galaxiskeletkezés és fejlődés, a kozmológia, az általános relativitáselmélet és az asztrofizika. A relativitáselméletet a fekete lyukaknál és a gravitációs hullámoknál alkalmazzák.
A sötét anyag és a sötét energia a modern elméleti csillagászat legfontosabb területe, amelyeket a galaxisok vizsgálatánál figyeltek meg. A világegyetem tömegének csupán 4,6%-át alkotja a megfigyelhető anyag, 23% a sötét anyag aránya, és 72% a sötét energia.
Néhány, széles körben elfogadott elmélet és modell már a csillagászatban is szerepel: a Lambda-modell, az ősrobbanás, a sötét anyag.

## A vizsgálat tárgya szerinti csillagászati területek

### Napkutatás

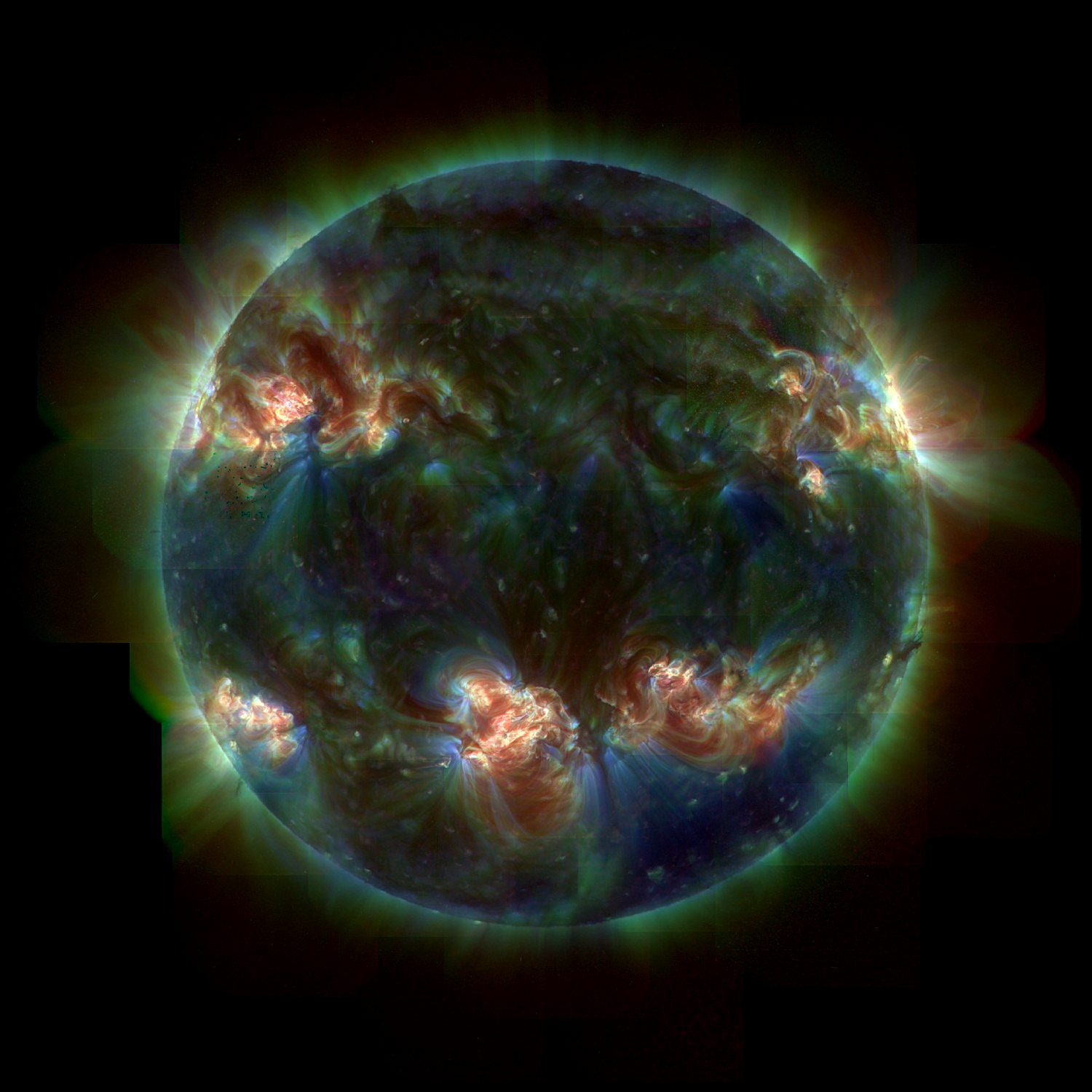
Ultraibolya kép a Nap fotoszférájáról (a TRACE űrteleszkóp felvétele)

A Nap a Földtől körülbelül 150 millió kilométer távolságra van, ami fénysebességgel 8,3 perc. Ez a leginkább tanulmányozott csillag. A Nap egy G2V színképtípusú csillag, a mintegy 10 milliárd évig tartó fősorozatbeli fejlődésének a felénél jár. A fűtőanyagát jelentő hidrogén elhasználása után 5 milliárd év múlva vörös óriássá duzzad, majd a külső rétegeiből planetáris köd képződik, magja pedig magába roskadva fehér törpévé alakul.
Mivel anyagát képlékeny plazma alkotja, a különböző szélességi körön levő területei eltérő sebességgel forognak; az egyenlítői területek 25, míg a sarkvidékek csak 35 naponként fordulnak körbe. Az eltérés miatt erős mágneses zavarok lépnek fel, amelyek napkitörések és – különösen a mágneses pólusok 11 évente bekövetkező felcserélődésének idején megszaporodó – napfoltok kialakulásához vezetnek.
A Nap fennállása során folyamatosan 40%-kal nőtt a fényerőssége. A fényerősségnél időszakos változásokat lehet megfigyelni, amelyek hatással vannak a Földre. A középkorban a gyenge napaktivitás okozhatta a „kis jégkorszakot”.
A fotoszféra a Nap látható felszíne, a naplégkör legalsó rétege, ahonnan a Nap látható fényének túlnyomó része származik. Ez a réteg egy rendkívül vékony (a napbelső és -légkör messze legvékonyabb egysége), mindössze néhány száz kilométer vastag réteg, alsó határa a Nap fentebb – a kromoszféra fejezetben – definiált felszíne, felső határa a naplégkör azon szintje, ahol a hőmérséklet minimális.

### Planetológia

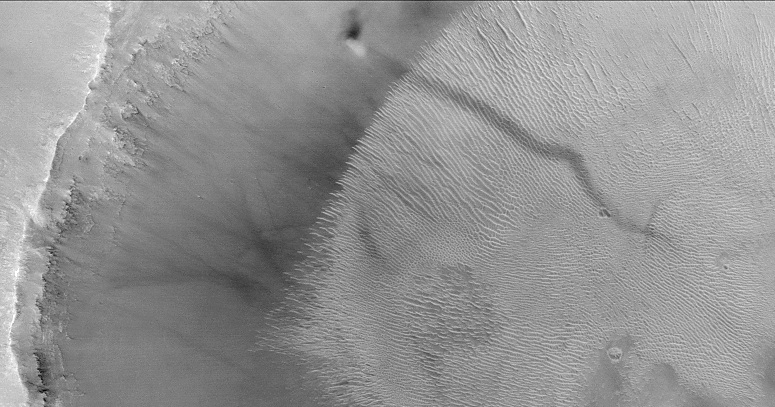
Marsi porördög. A Mars Global Surveyor fényképén a hosszú sötét csíkot forgószél hozta létre. Maga a porördög (a fekete folt) éppen egy kráter falán kúszik fel. A kráter alján homokdűnék láthatók

Ez a csillagászati terület a törpebolygókat, a Földet, a műholdakat, az aszteroidákat, az üstökösöket, a Naprendszerben keringő egyéb objektumokat és a Naprendszeren kívüli égitesteket tanulmányozza. A Naprendszert már viszonylag jól feltérképezték teleszkópokkal, műholdakkal és űrutazással. Ez tette lehetővé azt, hogy megértsük az univerzum kialakulását és fejlődését, bár még több kérdésre nincs válasz.
A Naprendszer belső bolygókra, aszteroidaövre és külső bolygókra van osztva. A belső bolygókhoz a Merkúr, a Vénusz, a Föld és a Mars, a külső bolygókhoz a Jupiter, a Szaturnusz, az Uránusz és a Neptunusz tartozik. Az aszteroidaöv több aszteroidát és a Ceres törpebolygót foglalja magában. A Neptunuszon túl található a Kuiper-öv (benne a Plútó, a Haumea, a Makemake és az Eris törpebolygók), és az Oort-felhő. Ez utóbbi több fényévnyi kiterjedésű.
A protoplanetáris korong, vagy proplid (nem protoplanetáris köd) általában fiatal csillagok körül kialakuló akkréciós korong, melyben gáz és szilárd részecskék keringenek. E részecskék idővel nagyobb anyagcsomókká, planetezimálokká, végül bolygókká állnak össze. Ez sok millió évet vesz igénybe. A napszél sugárzási nyomása kisöpri a legtöbb megmaradt anyagot, és az atmoszféra kialakulásához elegendő gáz marad. Néhány bolygón az intenzív bombázás időszakában a maradék gázt is kisöpörte (pl. ezt bizonyíthatják a Hold kráterei). Ebben az időszakban néhány ősbolygó (protoplanéta) is összeütközött. Ez az egyik elmélete a Hold kialakulásának.
A planetáris differenciálódás során az égitestek elnyerik réteges, övekre tagolt szerkezetüket. A bolygótestek különböző rétegei a folyamat során fokozatosan gömbhéjakba (geoszférákba) rendeződtek a sűrűségüknek megfelelően. A Föld típusú bolygókon három gömbhéjat különböztetünk meg. Ezek a kéreg, a köpeny és a mag. A magnak lehetnek folyékony és szilárd területei, és egyes bolygók magjai mágneses mezőt is létrehozhatnak, amely megvédi a napszéltől a légkört.
Egy holdban vagy bolygóban található radioaktív elemek (urán, tórium, 26alumínium) bomlásából kifolyólag saját hőtermeléssel rendelkeznek. Egyes bolygók magas belső hőmérséklettel rendelkeznek, ennek következtében vulkanikus és tektonikai folyamatok zajlanak. Azok, amelyeken kialakul a légkör, megjelenik a víz- és szélerózió. A kisebb testeken, ahol nincs árapálygyorsulás, megszűnik a geológiai aktivitás, és kihűl.

### Sztellárasztronómia

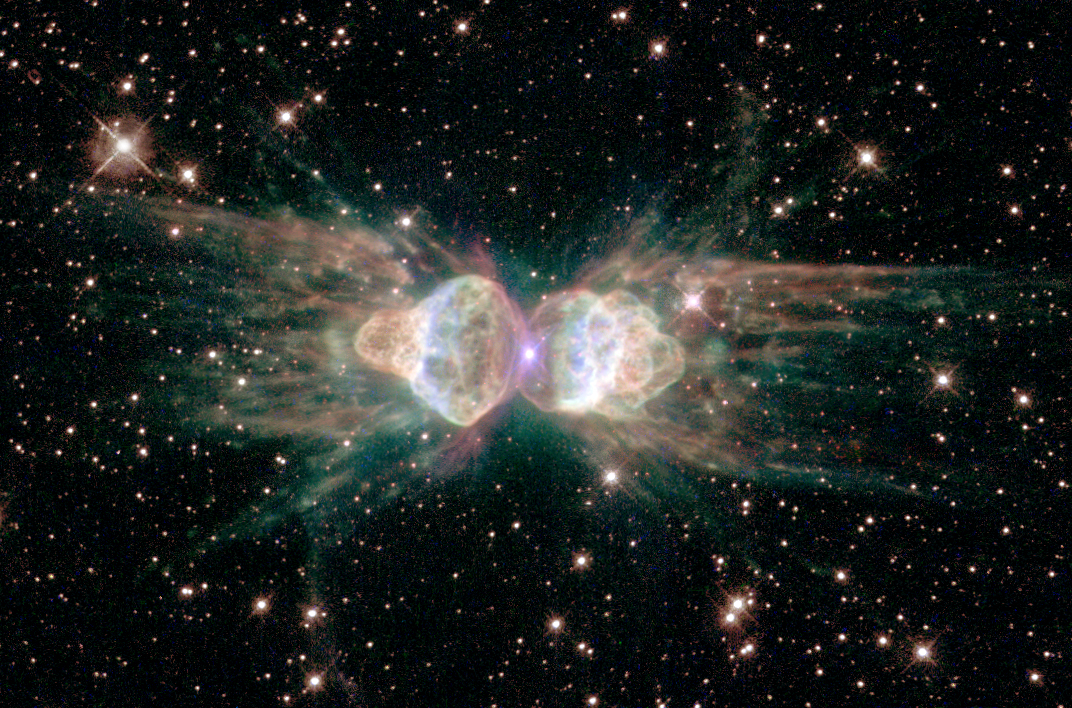
Ant („hangya”) planetáris köd

A csillagok és azok fejlődése a világegyetem megismerésének alapja. A csillagok megismerését számítógépes szimulációk, mérések és elméleti tanulmányok segítik. A csillagkeletkezés során az összesűrűsödő gázfelhő egyes részei saját tömegvonzásuknál fogva egyre több gázt vonzanak magukba, így egyre sűrűbbé válnak, ezek a globulák, amelyek a látható fény tartományában eltakarják a keletkező csillagot. A protocsillag a sűrűség növekedésével folyamatosan fölhevül, és a megfelelő hőmérséklet elérése után a legsűrűbb részen megindul a deutérium, később a hidrogén magfúziója. A gázfelhő maradékát a csillag sugárzása és csillagszele kifújja, az akkréciós korong maradékából pedig protoplanetáris korong képződik, amely végül bolygókká állhat össze.
Minden, a héliumnál és a hidrogénnél nehezebb elem a csillag magját képezi. A csillagokat elsősorban a tömegük alapján osztályozzák. Minél nagyobb egy csillag tömege, annál nagyobb a fényessége, és annál gyorsabban fogyasztja el a hidrogént a magban. Ennek következtében a nagy tömegű csillagok élettartama rövidebb, mint a kisebb tömegűeké. A csillagok – a fősorozaton való tartózkodásuk során – a hélium és a hidrogén magjukban végbemenő fúzióból nyerik az energiát. Ez a folyamat a csillag tömegétől függően rövidebb vagy hosszabb. Egy naptömegű csillag élettartama 10 milliárd év, egy három naptömegű csillagé 500 millió év, egy 30 naptömegű csillagé már csak 6 millió.

### Galaktikus csillagászat

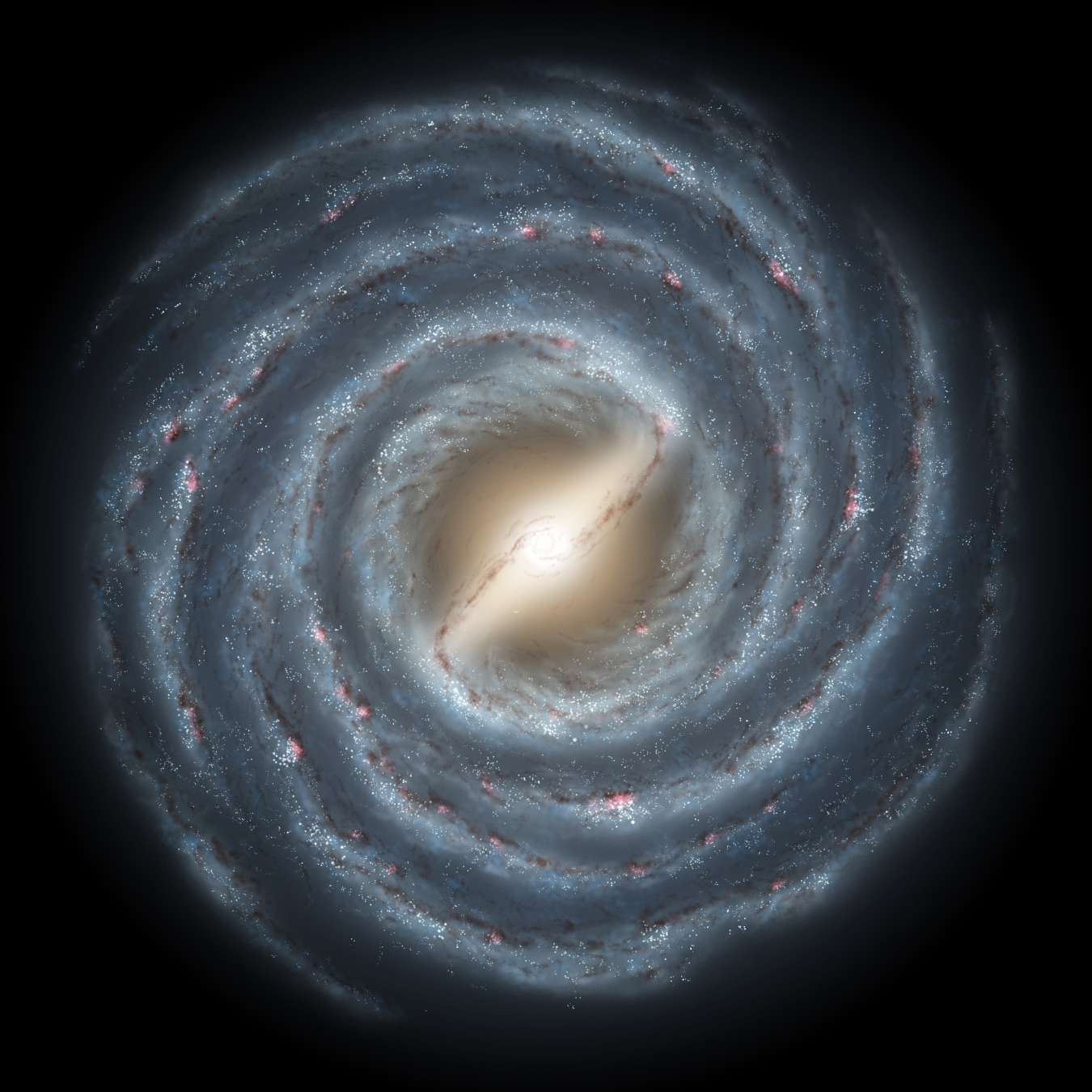
A Tejútrendszer ábrázolása felülnézetben (NASA)

A galaktikus csillagászat a Tejútrendszert, a Lokális Csoportot, ezek dinamikáját és szerkezetét tanulmányozza. Ez utóbbi egy csillagokból, gázokból és egyéb objektumokból álló galaxishalmaz, amelyet a kölcsönös gravitációs vonzás tart össze. A Tejútrendszer középpontja a galaktikus mag, amelynek több spirálkarja van. Ez a mag a szupermasszív fekete lyuk, a Sagittarius A* („A” csillag). Tejútrendszerünknek négy fő spirálkarja van, a Perseus-kar, a Norma- és Cygnus-kar, a Scutum-Crux-kar és Carina- és Sagittarius-kar.
A nagyobb tömegű csillagok megjelenésekor egy izzó gázból és plazmából álló H II régió alakítja át a felhőt. A csillagközi szél és a szupernóva ezekből a robbanásokból lesz, amik eloszlatják a felhőt, hátrahagyva több fiatal klasztert. Ezek fokozatosan feloldódnak.
A csillagok között a csillagközi térben anyagok sora található meg. A legsűrűbb rész a molekuláris felhő, amely molekuláris hidrogénből és más elemekből áll. Az összesűrűsödő gázfelhő egyes részei saját tömegvonzásuknál fogva egyre több gázt vonz magába, így egyre sűrűbbé válik, ez a globula, ami a látható fény tartományában eltakarja a keletkező csillagot. A beérkező anyag a protocsillag körül akkréciós korongot képez, és nagy része a protocsillagba zuhan.
Az évmilliók során egy H II régióban több ezer csillag születhet, majd egy szupernóva-robbanás vagy az újszülött csillagokból érkező napszél eloszlatja a felhő maradék anyagát, és a helyén egy, a Messier 45-höz hasonló nyílthalmaz lesz látható. Ezek a nyílthalmazok és elszórt csillagok később a Tejútrendszer részévé váltak, ahol mintegy 1000 nyílthalmaz ismert, de a teljes szám ennek a tízszerese lehet.

### Extragalaktikus csillagászat

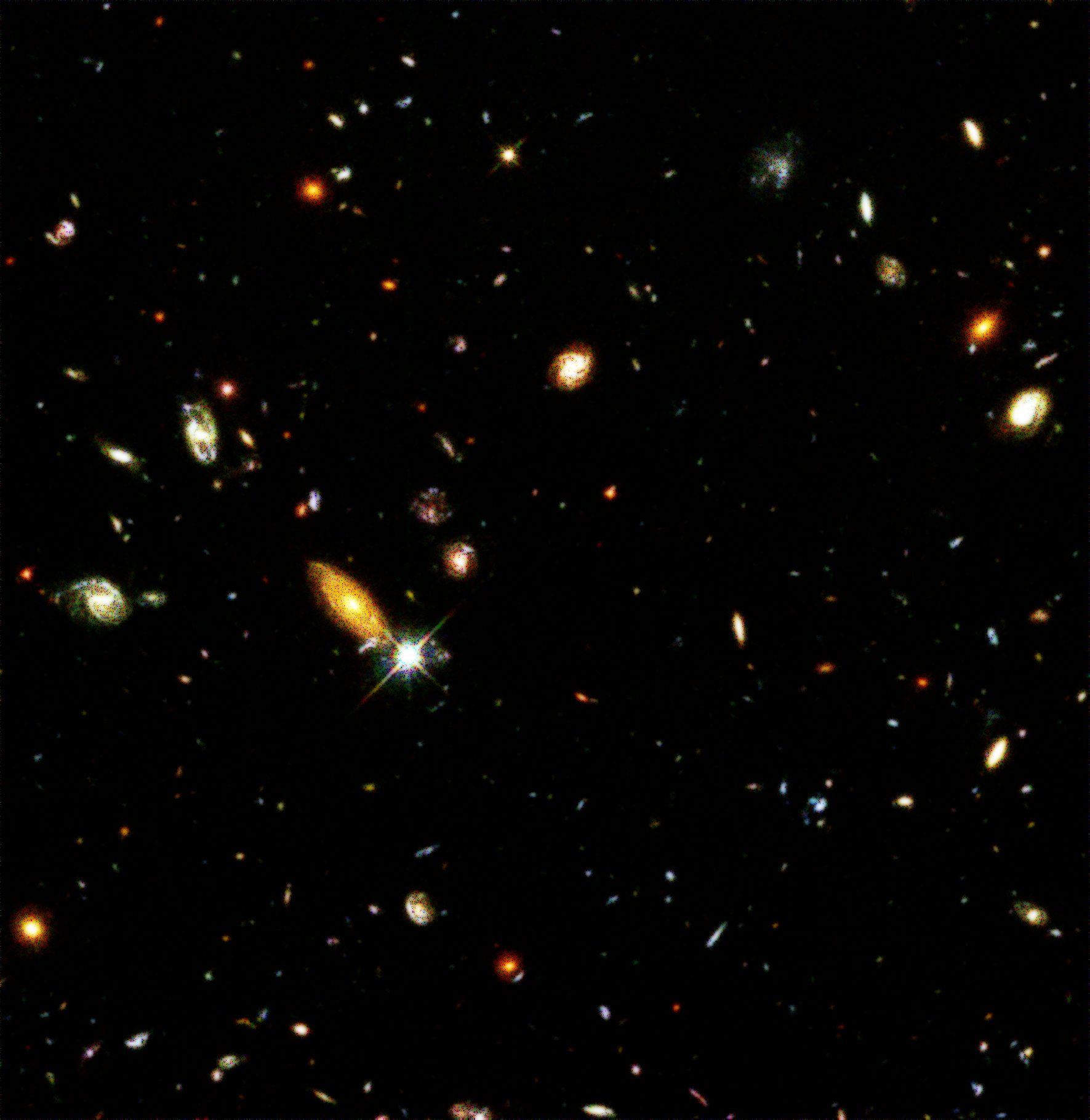
Galaxisok

Az extragalaktikus csillagászat a csillagászat tudományának azon ága, amely az univerzum Tejútrendszeren kívüli objektumainak kialakulásával, osztályozásával és az aktív galaxisok megfigyelésével foglalkozik. Ez utóbbi azért fontos, mert így megismerjük a világegyetem főbb szerkezetének jellemzőjét. A legtöbb galaxis szabálytalan formájú, így könnyen be lehet kategorizálni. Ezek szerint megkülönböztetünk elliptikus, spirális, lentikuláris és szabálytalan galaxisokat.
A spirálgalaxisok két részből tevődnek össze: egy hatalmas, lapos korongból, illetve egy kisebb, ellipszoid alakú „központi dudorból”. A korongban található a csillagközi gáz és por nagyobbik része. Ezekben a galaxisokban a csillagok a galaxis középpontja körül keringenek, átlagosan néhány millió éves keringési idővel.
A lentikuláris galaxisok sima, korong alakú galaxisok, amelyekben a csillagkeletkezés felemésztette az összes csillagközi gázt, vagyis az ilyen galaxis főleg öreg csillagokból áll.
Ahogy a nevük is mutatja, az elliptikus galaxisok alakja az ellipszis. A csillagok véletlenszerűen mozognak egy keringési centrum körül, pályájuk nem meghatározható. Nagyon kevés csillagközi anyagot tartalmaz.
A szabálytalan vagy irreguláris galaxisok nem tartalmaznak spirálkarokat, és elliptikus szimmetria sem figyelhető meg bennük. Ezek a galaxisok úgy alakulhattak ki, hogy egy másik galaxissal kerültek kölcsönhatásba, emiatt elvesztették szimmetriájukat. Némely galaxis még a szabálytalan kategóriába sem sorolható be, ezek a pekuliáris galaxisok.
A rádiógalaxis olyan galaxis, amely rádiófluxusa nagyságrendekkel erősebb annál, mint ami az optikai fényessége alapján várható, figyelembe véve az úgynevezett rádióindexet, azaz az elektromágneses hullámok formájában leadott energiájának nagy részét a rádióhullámok tartományában sugározza ki. Az aktív galaxisok nagy energiájú sugárzást bocsátanak ki. Több csoportba oszthatók: kvazárok, Seyfert-galaxis és blazárok.
A kozmosz nagy léptékű szerkezetét galaxisok csoportjai és csoportosulásai jellemzik. A legnagyobbakat szuperhalmazoknak vagy szuperklasztereknek hívják.

### Kozmológia
A kozmológia a világegyetemmel mint egésszel foglalkozó tudomány, emiatt a fizika és a filozófia tudományának is része.
A világegyetem megfigyelésével a fizikai kozmológia foglalkozik, amely hozzájárult ahhoz, hogy megismerjük a világ kialakulását és fejlődését. Alapvető a modern kozmológiában, hogy elismeri az ősrobbanás tényét, amelynek lényege, hogy az univerzum egy robbanással keletkezett, majd szélesedett. Az ősrobbanás elmélete a kozmikus mikrohullámú háttérsugárzás 1965-ös felfedezése nyomán született meg.
A korai univerzumot egyenletesen és izotróp módon töltötte ki egy hihetetlenül nagy energiasűrűség és a vele járó óriási hőmérséklet és nyomás. Ez tágult és hűlt, valamint a gőzlecsapódáshoz és a víz fagyásához hasonló, de elemi részecskékhez kapcsolódó fázisátmeneteken ment át.
A világegyetemet ma az energia egy misztikusnak tűnő formája, az úgynevezett sötét energia uralja. Nagyjából a teljes energiasűrűség 72%-a a mai egyetemben ilyen formájú.

## Interdiszciplináris kutatások
A csillagászat és az asztrofizika jelentős interdiszciplináris kapcsolatot alakítottak ki más tudományokkal. Archeoasztronómia és etnoasztronómia az ókori csillagászat és a hagyományos kultúra kontextusa, a régészeti és antropológiai bizonyítékok tanulmányozása.
Az asztrobiológia interdiszciplináris tudományág, amely a csillagászat, a biológia és a geológia azon területeit foglalja magába, melyek a földön kívüli élet eredetét, lehetőségeit, evolúcióját, valamint a földi élet esetleges földön kívüli eredetét vizsgálják.
A világegyetem atomjainak, molekuláinak és vegyületeinek tanulmányozása, beleértve ezek kialakulását, interakcióját és a megsemmisülését asztrokémiának hívják. A vizsgálat tárgyát képező anyagok rendszerint a molekuláris felhőkben, továbbá alacsony hőmérsékletű csillagokban, barna törpékben és bolygókon találhatók meg. A kozmokémia a Naprendszerben található elemek, molekulák és vegyületek tanulmányozása, beleértve az izotópok eredetét és változatait. Mindkét terület a csillagászat és a kémia kombinációja.

## Amatőrcsillagászat

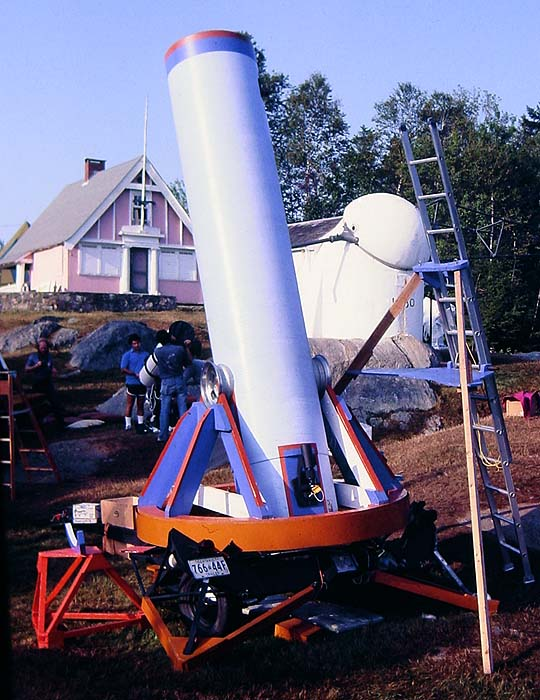
Amatőrcsillagászok által használt távcső

A csillagászat azon ága, amihez amatőrök járulnak hozzá legjobban.
Az amatőrcsillagászok a különböző égi objektumokat és jelenségeket figyelik meg, gyakran az általuk létrehozott eszközök segítségével. A leggyakoribb célpontjaik a Hold, a bolygók, a csillagok, az üstökösök, a meteorok és a mélyégobjektumok. Az amatőrcsillagászat egyik ága az asztrofotográfia, vagyis az égbolt fotózása. Sok amatőr bizonyos objektumok megfigyelésére specializálódik, olyanra, amely érdekli őt (egy típusra, egy eseményre).
A legtöbb amatőr a látható hullámhosszokon végzi megfigyeléseit, de vannak, akik a látható hullámhosszon kívüli spektrumon kísérleteznek. Ebbe beletartoznak az infravörös hullámhosszot szűrő hagyományos teleszkópok és a rádióteleszkópok. Az amatőr rádiócsillagászat úttörője Karl Jansky volt, aki az 1930-as években rádióhullámhosszokon figyelte az eget. Számos amatőrcsillagász házilag készített távcsövet vagy teleszkópot használ, illetve olyanokat, amelyeket eredetileg csak a hivatásos csillagászoknak készítettek, de később a nyilvánosság számára is elérhető lett (pl. One-Mile-teleszkóp).
Ezek a csillagászok is hozzájárulnak a tudományos csillagászathoz. Valójában ez az egyike azon kevés tudományágnak, ahol amatőrök is komoly eredményeket érnek el. Üstökösöket fedeznek fel, változócsillagokat figyelnek meg. A digitális technológia fejlődése nyomán gyakran tiszta és lenyűgöző fényképeket készítenek az égboltról.

## Nyitott kérdések a csillagászatban
Bár a csillagászat óriási lépést tett meg a világegyetem természetének megértése felé, van még számos nyitott kérdés. Ezek megválaszolására új elméleti és kísérleti fizikai felfedezések, illetve új eszközök megépítésére van szükség, amelyek a világűrt figyelik.
A tudósok nem tudják, pontosan hogyan alakult ki a világegyetem és mi történt az ősrobbanás előtt, és a tudomány még nem adott választ a földönkívüli életre sem. A sötét anyag és a sötét energia természetének kutatása a modern csillagászat egyik központi eleme.
Az Apollo–17 által gyűjtött Hold-kőzetmintákban grafitot mutattak ki a kutatók, viszont nem tudni, honnan származik ez az anyag. A grafit magas hőmérsékleten keletkezik, vagyis becsapódás nyomán keletkezhetett. A Plutóról is kevés információ van, mivel nagyon távol van a Földtől. Nem tudják például, hogy milyen magas a légköre.

## Fordítás
- Ez a szócikk részben vagy egészben  a(z)   Астрономија című szerb Wikipédia-szócikk ezen változatának fordításán alapul.  Az eredeti cikk szerkesztőit annak laptörténete sorolja fel. Ez a jelzés csupán a megfogalmazás eredetét és a szerzői jogokat jelzi, nem szolgál a cikkben szereplő információk forrásmegjelöléseként.
- Ez a szócikk részben vagy egészben  az   Astronomy című angol Wikipédia-szócikk ezen változatának fordításán alapul.  Az eredeti cikk szerkesztőit annak laptörténete sorolja fel. Ez a jelzés csupán a megfogalmazás eredetét és a szerzői jogokat jelzi, nem szolgál a cikkben szereplő információk forrásmegjelöléseként.

### Magyar oldalak
- Eötvös Loránd Tudományegyetem Csillagászati Tanszék honlapja Archiválva 2011. július 22-i dátummal a Wayback Machine-ben – Oktatási és kutatási anyagok és egy szép Interaktív Csillagászati Portál
- A csillagászat magyar nyelvű bibliográfiája
- Csillagászati információs portál
- Albireo Amatőrcsillagász Klub
- [Origo] Világűr – Az [Origo] Világűr portálja – A legfrissebb csillagászati hírek – szakszerűen, érthetően.
- Hírek.Csillagászat.hu – A Magyar Csillagászati Egyesület hírportálja
- az MTA Konkoly Thege Miklós Csillagászati Kutatóintézet honlapja
- A Magyar Csillagászati Egyesület honlapja (innen elérhető a többi magyar szervezet és friss ismeretterjesztő oldal)
- Magyar csillagászati címgyűjtemény – A magyar nyelven elérhető honlapok listája
- A magyar csillagászati kereső
- Planetológiai tárgyú írások és bolygótérképek
- Nyerges Gyula: Magyarok a Világűrben Magyarokról elnevezett kráterek, kisbolygók + hasonló
- Nők a csillagászat történetében (Valóság, 1998/2.) 84-98. o, PDF változat
- Dr. Szatmáry Károly Csillagászati és űrkutatási szakirodalom
- MCSE csillagászattörténeti honlap

### Külföldi oldalak
- A nap csillagászati képe (NASA) Archiválva 2011. január 26-i dátummal a Wayback Machine-ben (angol)
- Encyclopedia of Astronomy and Astrophysics
- Los Alamos Astrophysics e-Print Database
- 20th Century Astronomers